# Bengalia lampunta
Bengalia lampunta este o specie de muște din genul Bengalia, familia Calliphoridae, descrisă de Andy Z. Lehrer în anul 2005.
Este endemică în Thailand. Conform Catalogue of Life specia Bengalia lampunta nu are subspecii cunoscute.